# Імпрессум
Імпресум (нім. impressum, від лат. віддруковане) — німецьке поняття, близьке до українського «вихідні дані»: запропоновані для друкованих (і не тільки) видань обов'язкові вихідні дані, включаючи видавництво, автора, та /або редакцію. Часто включають і додаткові відомості, такі як друкарня, періодичність, дата і місце видання.
Залежно від виду видання і конкретного законодавства, в імпресумі повинні (або повинні були) міститися відомості про податковий статус видавця, а також про проходження цензури.
В українській мові слово імпресум не дуже поширене.

## Вихідні дані в Інтернеті (у Німеччині)
У Німеччині з 2002 року Teledienstgesetz зобов'язує кожен офіційний вебсайт в Інтернеті мати імпресум. Спірним залишається питання, чи є ця вимога обов'язковою і для приватних сайтів. Закон вимагає, щоб необхідні відомості були легко розпізнавані, безпосередньо досяжні і завжди доступні. Обсяг обов'язково вказуваних відомостей різниться залежно від правової форми і роду занять власника сайту.
У законі, однак, не вживається безпосередньо формулювання «імпресум», мова йде про «обов'язки з надання інформації». Тому на практиці на сайтах використовують різні формулювання, наприклад, Вебімпресум, вихідні дані або просто контакт.
 Німецька Вікіпедія, як годиться сайту в Німеччині, теж має свій  імпресум.
Відзначимо, що і в англійській мові слова impressum немає, сайти в Інтернеті називають аналогічні сторінки виразами на зразок contact us або imprint.